# Вела (инцидент)
Вижте пояснителната страница за други значения на Вела.
Инцидентът Вела, познат още като Южно-атлантически проблясък, е все още неопределено проблясване на светлина, засечено от американския спътник „Вела“ близо до остров Принц Едуард на 22 септември 1979 г.
Има спекулации, че проблясъкът е резултат от опит с ядрено оръжие, тъй като всички от предишните 41 проблясъци, засечени от сателита, са потвърдени ядрени взривове. Голяма част от информацията за инцидента е все още засекретена.

## Засичане
Американският сателит „Вела“ е бил проектиран с цел засичане на ядрени експлозии. През епохата на Студената война САЩ се нуждаят от космически апарат, който би могъл да забележи евентуален ядрен опит от страна на Съветския съюз. На 22 септември 1979 г. обаче сателитът засича двоен светлинен проблясък, характерен за ядрен взрив (по-напред много силен и кратък проблясък, последван от друг, по-слаб и по-дълъг). Силата на явлението е отговаряла на експлозия с мощност между 2 и 3 килотона.
До 1984 г. липсва каквато и да било информация относно експлозията. След това се появяват множество публикации, в които се твърди, че тестът е бил съвместна операция на Република Южна Африка и Израел (операция „Феникс“), или това е бил ядрен опит само на една от двете страни. Не е изключено явлението да е било породено от взрив на метеорит в атмосферата, но това е малко вероятно. По-късно става ясно, че други сателити са заснели и израелски кораби близо до мястото на взрива, което предполага, че операцията е свързана с Израел. Израел никога не е отричал, че притежава ядрени оръжия, като неофициално има някои двусмисленни намеци за тяхното съществуване, докато доказан факт е че през 80-те години ЮАР са притежавали няколко бойни глави.